# خوسيه ماسياس
خوسيه ماسياس (بالإسبانية: José Macías)‏ هو لاعب كرة قاعدة بنمي، ولد في 25 يناير 1972 في بنما في بنما.

## وصلات خارجية
- خوسيه ماسياس على موقع دوري كرة القاعدة الرئيسي (الإنجليزية)
- خوسيه ماسياس على موقع الدوري الياباني لكرة القاعدة (الإنجليزية)
- خوسيه ماسياس على موقعبيزبول رفرنس.كوم (الدوري الرئيسي) (الإنجليزية)
- خوسيه ماسياس على موقعبيزبول رفرنس.كوم (الدوري الثانوي) (الإنجليزية)
- خوسيه ماسياس على موقع إي إس بي إن.كوم (أم.أل.بي) (الإنجليزية)
- خوسيه ماسياس على موقع مشجعي الرسوم البيانية (الإنجليزية)